# Rocío Iuzzolino
Rocío Jimena Iuzzolino (Caseros, Provincia de Buenos Aires, Argentina; 3 de agosto de 1999) es una futbolista argentina. Juega de defensora y mediocampista en River Plate de la Primera División Femenina de Argentina.

## Trayectoria

### Inicios
Confesó que su pasión por el fútbol fue a los 3 años al encontrar una pelota en una juguetería, a los 5 años comenzó a jugar en equipos mixtos (siendo ella la única mujer en muchas ocasiones), a los 12 años tuvo su primera experiencia en equipos puramente femeninos. Pasó por equipos mixtos y femeninos como "Serena" y "Olympique Lyonnais" (parodia, no confundir con el club francés).

### Deportivo Morón
Desde el año 2016 pasa a formar parte de El Gallito de Morón, siendo esta su primer experiencia en "fútbol 11". En el club se destacó llegando a ser convocada a su selección. Con Las Gallitas logró el ascenso a Primera A en mayo de 2017 tras golear 16-1 a Camioneros. El 4 de junio de 2017 se consagra campeona de la Primera División B 2016-17 tras ganar la final ante Excursionistas por 3-4 (penales) tras el empate 0-0.

### Racing Club
En 2019, Iuzzolino estuvo a pruebas dos meses y finalmente quedó seleccionada. Debutó el 28 de septiembre de 2019 en el empate 3-3 ante Excursionistas por la segunda fecha del Campeonato 2019-20. En julio de 2020 se desvincula de La Academia.

### UAI Urquiza
El 1 de diciembre de 2020, El Furgón, anuncia el traspaso de la futbolista de Caseros. Luego de dos años, el 17 de diciembre de 2022 el club oficializa la salida de la jugadora.

### River Plate
El 14 de enero de 2023, el conjunto de Núñez hace oficial la llegada de Iuzzolino de cara a la temporada 2023.

## Selección nacional
En 2017 fue parte de la convocatoria de la Selección Argentina de Fútbol, convocada por el entonces director técnico, Carlos Borrello, mientras era futbolista de Deportivo Morón.

## Estadísticas

### Clubes
| Club            | País      | Año             |
| --------------- | --------- | --------------- |
| Deportivo Morón | Argentina | 2016 - 2019     |
| Racing Club     | Argentina | 2019 - 2020     |
| UAI Urquiza     | Argentina | 2020 - 2022     |
| River Plate     | Argentina | 2023 - presente |

### Fichas deportivas
- Ficha de Rocío Iuzzolino en Club Deportivo UAI Urquiza
- Ficha de Rocío Iuzzolino en Ceroacero
- Ficha de Rocío Iuzzolino en Soccerdonna

### Redes sociales
- Rocío Iuzzolino en Instagram
- Rocío Iuzzolino en Facebook

- Datos: Q116236186